# Anarchizm kolektywistyczny
Anarchizm kolektywistyczny (anarchokolektywizm) – anarchistyczna doktryna polityczna i ekonomiczna, której twórcą był Michaił Bakunin i która zastąpiła mutualizm Proudhona jako czołowy nurt w dziewiętnastowiecznym ruchu anarchistycznym.

## Kolektywizm Bakunina
Bakunin odszedł od proudhonizmu około 1868 r., odrzucając poglądy Proudhona na własność prywatną, której ten ostatni był zwolennikiem. W koncepcji Bakunina kwestią podstawową była wolność jednostki, rozumiana jako pełny i swobodny rozwój potencjału fizycznego, intelektualnego i moralnego. Jednostka jednak zawsze jest jednostką żyjącą w społeczeństwie; człowiek jest według niego istotą społeczną, która może być wolna tylko w społeczeństwie, gwarantującym jej tę wolność. Problem więc polega na tym, jakie społeczeństwo jest w stanie zapewnić jednostce pełny i swobodny rozwój.
Dodatkowo zdaniem Bakunina wolność powinna być nieograniczona: „nie można człowieka pozbawić cząstki wolności, nie pozbawiając go wolności całkowicie. Ta mała cząstka, którą mi zabieracie, stanowi istotę mojej wolności, jest wszystkim” – jak pisał. Stąd postulat zastąpienia państwowego przymusu dobrowolnym stowarzyszaniem się ludzi. Ponadto uważał, że człowiek może być naprawdę wolny tylko wśród wolnych ludzi – ponieważ negacja wolności choćby jednego człowieka stanowi negację wolności w ogóle. Z tym łączył się postulat równości społecznej i ekonomicznej, bowiem tylko ona może w takich okolicznościach gwarantować wolność wszystkim.
Podstawowym postulatem bakuninowskiego kolektywizmu stało się więc po pierwsze zniesienie państwa: „Jesteśmy wrogami wszelkiej rządowej, państwowej władzy, wrogami ustroju państwowego w ogóle i sądzimy, że lud może być tylko wówczas szczęśliwy i wolny, gdy sam stworzy swoje życie, gdy sam zorganizuje się od dołu ku górze poprzez samodzielne i całkowicie swobodne zrzeszenia bez żadnej oficjalnej kurateli, choć oczywiście mogą nań swobodnie oddziaływać najróżniejsze osoby i partie”.
Po drugie, celem bakuninowskiego kolektywizmu było zniesienie kapitalizmu, zniesienie własności prywatnej środków produkcji (ziemi, narzędzi pracy) i ich uspołecznienie – przejęcie przez dobrowolne stowarzyszenia produkcyjne, zarówno w miastach, jak i na wsi (w tym ostatnim przypadku gminy). Stąd właśnie nazwa tego nurtu – właścicielami środków produkcji miały stać się kolektywy (w odróżnieniu np. od anarchokomunizmu, gdzie środki produkcji nie mają należeć do jakiejś konkretnej grupy).
Wszystkie osoby miały uczestniczyć w decyzjach podejmowanych przez stowarzyszenie. Udział w wytworzonych przez stowarzyszenie produktach miał być proporcjonalny do wkładu pracy danej jednostki, z czym związek miał również nacisk Bakunina na zniesienie dziedziczenia własności, bowiem dziedziczy się wówczas coś, w czego wytworzeniu nie brało się udziału. Zniesienie dziedziczenia miało być także sposobem na zniesienie własności prywatnej.
Ekonomiczny aspekt anarchokolektywizmu był zarazem podstawą ustroju politycznego. Stowarzyszenia rolnicze i przemysłowe miały łączyć się ze sobą w federacje regionalne, krajowe i międzynarodowe (a ostatecznie w federację ogólnoświatową), gdzie federacje krajowe zastępować miały dotychczasowe państwa (anarchia). Zasada oddolnego stowarzyszania się gmin (komun) zastępowała odgórnie tworzone, scentralizowane państwo. Była to druga cecha charakterystyczna anarchokolektywizmu, odróżniająca go od poglądów Proudhona, dla którego ustrój federacyjny miał być tylko etapem na drodze do „pełnego anarchizmu” – w kolektywizmie był to jeden z głównych elementów składowych ustroju anarchistycznego.
Ukoronowaniem tej wizji była idea zastąpienia państw i narodów przez luźne federacje komun (gmin) z formą systemu przedstawicielskiego, lecz pozbawione elementów władzy wykonawczej.
W 1874 r. w Brukseli, De Paepe jako delegat miejscowej sekcji Międzynarodówki, podczas kongresu przedstawił raport „O organizacji służb publicznych”. Akceptował powszechnie uznawany trójczłonowy model przyszłego społeczeństwa:
- komuna (gmina)
- regionalne i krajowe federacje komun
- ogólnoświatowa federacja federacji

Komuna pomyślana była w tym systemie jako podstawowa jednostka organizacji politycznej porewolucyjnego społeczeństwa, organizująca wszystkich członków i samowystarczalna w swoich funkcjach ustawodawczych, sądowniczych i policyjnych. Transport i komunikacja tj. poczta, koleje, żegluga miały podlegać regionom, zaś kompetencje federacji ogólnoświatowej sprowadzałyby się do ogólnej koordynacji działań oraz podejmowania przedsięwzięć naukowych lub gospodarczych o skali globalnej.
Przyszły ustrój by uniknąć niebezpieczeństw centralizacji miał być organizowany od dołu ku górze przez dobrowolne zrzeszenia, federacje kolektywów lokalnych, krajowych, a w końcu wielkiej federacji światowej.
W ramach federacji, Bakunin postuluje wprowadzenie kolektywów/rad, powszechne szkolnictwo jako inicjacja ku wolności, domy opieki nad starymi, chorymi i niezdolnymi do pracy. „Rewolucyjna federacja” jest bowiem tworem dobrowolnych uzgodnień. Żaden człowiek, nawet żyjąc na terenie tej federacji, nie ma obowiązku przynależenia do niej, ani do zrzeszonej w niej gminy, prowincji czy kraju. Tak samo, jak i żadna gmina, prowincja czy kraj nie mają obowiązku przynależenia do federacyjnych struktur wyższego rzędu. Rzecz jasna iż taka jednostka, nie należąca do żadnej społeczności nie korzysta z jej praw politycznych oraz gwarancji ochrony. Może ona jednak organizować swe własne niezależne struktury, bądź korzystać z ochrony innych osób.
Ponadto nawet takim osobom, członkowie bakuninowskich kolektywów nie mogliby ograniczać wolności. Podatki zaś w jego systemie miały mieć charakter dobrowolnych opłat za usługi świadczone ze strony federacji. Jednostki mogłyby same wybierać za jakie usługi chcą płacić, eliminując w ten sposób świadczenia niepotrzebne. Choć może być też tak, że w anarchistycznym społeczeństwie wszelkie organizacje zażądałby od swoich członków pewnych ograniczeń w zamian za przynależność.

## Anarchokolektywizm w I Międzynarodówce

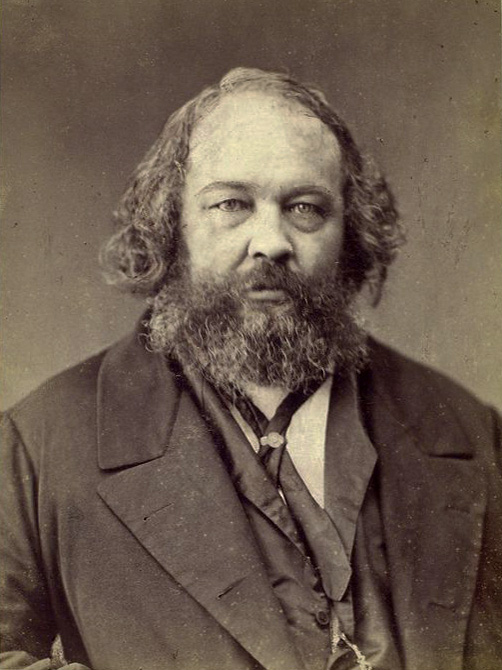
Michaił Bakunin

### Międzynarodowy Alians Demokracji Socjalistycznej
Kwestia zniesienia dziedziczenia oraz poglądy anarchokolektywistyczne pojawiły się w programie założonego przez Bakunina Międzynarodowego Aliansu Demokracji Socjalistycznej w 1869 r. Po rozwiązaniu tej organizacji i wstąpieniu jej członków do I Międzynarodówki wniosek o takiej treści został zgłoszony na kongresie Międzynarodówki w Bazylei w tym samym roku, gdzie uzyskał większe poparcie niż analogiczny wniosek Karola Marksa, zakładający iż sposobem stopniowej likwidacji własności może być wysoki podatek spadkowy (zniesienie dziedziczenia nie weszło jednak do programu Międzynarodówki, bowiem to poparcie było wciąż zbyt małe, by zaczęło obowiązywać jako zasada).

### Belgijska sekcja I Międzynarodówki
Podobne do bakuninowskich kolektywistyczne poglądy zaczęła głosić już w 1868 r. grupa belgijskich działaczy Międzynarodówki, której głównym przedstawicielem był Cesar De Paepe (wcześniej także zwolennik proudhonizmu). W liście z 11 stycznia 1869 r. skierowanym do Międzynarodowego Aliansu Demokracji Socjalistycznej i podpisanym przez 17 czołowych działaczy belgijskich, padło stwierdzenie, iż „wszystkie obecnie istniejące państwa, polityczne i autorytarne, powinny zostać zredukowane do funkcji czysto administracyjnych w usługach publicznych w swoich krajach, a ostatecznie zniknąć w powszechnym związku wolnych stowarzyszeń, zarówno rolniczych, jak i przemysłowych” De Paepe przedstawił to stanowisko na kongresie w Bazylei.
Koncepcja De Paepe, jak się jednak okazało, różniła się od innych wersji kolektywizmu. W 1874 r. na kongresie Międzynarodówki w Brukseli De Paepe w referacie pt. „O organizacji służb publicznych” zaprezentował co prawda powszechnie uznawany model federacji komun, ale
nie wykluczał jednak ewentualności „odgórnej” rewolucji, która doprowadziłaby do przejęcia władzy przez proletariat i ustanowienia tymczasowej „kolektywnej dyktatury”. Mogłoby to pociągnąć za sobą nawet upaństwowienie usług oraz środków produkcji. Koncepcja ta spotkała się z krytyką anarchistów hiszpańskich, szwajcarskich, a także części delegacji belgijskiej. Uznano ją za próbę przemycenia „socjalizmu państwowego”; dopatrywano się autorytarnych zagrożeń także w formie zarządzania na poziomie komun i federacji.

### Federacja Jurajska
Inną koncepcję stawiającą nie na komuny, ale na stowarzyszenia wytwórcze, prezentowali czołowi ideolodzy szwajcarskiej Federacji Jurajskiej – James Guillaume, Adhemar Schwitzguébel i August Spichiger. Kolektywizm w ich wersji był ściśle powiązany z syndykalizmem i starał się pogodzić ze sobą rozwiązania ekonomiczne Proudhona i Bakunina, proponując pewien rodzaj gospodarki mieszanej. Obok przedsiębiorstw uspołecznionych, koniecznych jeśli chodzi o produkcję w dużej skali, miałyby także funkcjonować małe, indywidualne gospodarstwa rolne i warsztaty rzemieślnicze. Stowarzyszenia wytwórcze nastawione na tę samą produkcję powinny zawrzeć ze sobą pakt solidarności, dający wszystkim pełny dostęp do wszystkich środków produkcji i takie same uprawnienia. Zbiorowym właścicielem miały więc być tutaj korporacje zawodowe, a nie poszczególne stowarzyszenia.
Guillaume postulował również zakładanie w poszczególnych komunach „banków wymiany” (podobnych do obecnej praktyki clearingu) skupujących towary od producentów i odsprzedających je konsumentom przy pomocy specjalnych kuponów zastępujących pieniądze. Komuny miały także zajmować się wychowywaniem dzieci, usługami publicznymi i wytwarzaniem żywności. Artykuły pierwszej potrzeby, jak chleb, mięso, produkty mleczne czy wino miałyby być darmowe.
Był to kolektywizm o charakterze internacjonalistycznym. Podstawę ustroju politycznego miały stanowić „pakty federacyjne” gwarantujące poszczególnym komunom i federacjom komun pełną autonomię.
Podobne poglądy reprezentowali emigranci francuscy w Szwajcarii, tworzący odrębne sekcje Międzynarodówki antyautorytarnej. Jean Louis Pindy oraz Paul Brousse silnie akcentowali rolę grup wytwórczych. W ich pojęciu kolektywizm mógł się wspierać jedynie na takich związkach grup, gdyż uważali, iż komuny terytorialne groziły powieleniem wad normalnego państwa.
Z Federacją Jurajską współpracowała jedyna polska stricte anarchokolektywistyczna organizacja – Towarzystwo Polskie Socjalno-Rewolucyjne, istniejąca w 1872 r.

### Hiszpania
Teorie kolektywistyczne trafiły jednak na najbardziej podatny grunt w Hiszpanii. To właśnie tam przyjęły się najbardziej powszechnie i istniały najdłużej, z uwagi na silne lokalne tradycje federalistyczne w tym kraju. Anarchokolektywistyczny charakter miała założona w 1870 r. Hiszpańska Federacja Regionalna (hiszp. Federación Regional Española), powstała po wizycie w Hiszpanii wysłannika I Międzynarodówki Giuseppe Fanellego; działająca w konspiracji i rozwiązana po 10 latach, dając początek Federacji Robotników Regionu Hiszpanii, w której anarchokolektywizm ścierał się z anarchokomunizmem, zaczynającym właśnie dominować w ruchu anarchistycznym. Idee anarchokolektywistyczne odegrały też niebagatelną rolę w Rewolucji hiszpańskiej w 1936 r.
Generalnie jednak dominacja idei kolektywistycznych w ruchu anarchistycznym nie była długotrwała, ponieważ zamyka się ona w latach 1868–1876. Przez następne cztery lata krytykowano anarchokolektywizm i powoli odchodzono od niego, by w końcu opowiedzieć się za anarchokomunizmem.
Obecnie koncepcją nawiązującą do anarchistycznego kolektywizmu jest ekonomia uczestnicząca.